# Спенс, Томас
Томас Спенс (англ. Thomas Spence; 21 июня 1750, Ньюкасл-апон-Тайн — 8 сентября 1814, Лондон) — английский публицист, социалист-утопист. Один из ведущих деятелей революционного движения конца XVIII — начала XIX веков. Сторонник радикализма, выступал защитником общественной собственности на землю.

## Биография
Сын шотландского сапожника. Родился и умер в нищете, после длительных тюремных заключений. В молодости работал уличным торговцем, занимался продажей книжной продукции, в том числе, работ его современника Томаса Пейна и своих брошюр.
В 1792 г. поселился в Лондоне и открыл типографию, в которой печатал свои трактаты.
Испытал влияние теоретиков естественного права. В памфлете «Действительные права человека» («The Real Rights of Man», 1775) выступил за отмену частной собственности на землю и передачу её церковным приходам для свободной сдачи в аренду прихожанам. Трактат вызвал резкие возражения Мальтуса.
В 1793 году опубликовал один из самых главных своих памфлетов «Меридианское солнце Свободы» («The Meridian Sun of Liberty»), которое было переиздано в 1795 и 1882 годах под названием «Национализация земли» («The Nationalization of the Land»).
Томас Спенс, по праву называвший себя «защитником бедняков», неоднократно выступал с отповедью приверженцам реакции (например, «Обращение Бэрка к свинским массам» — «Burke’s address to the Swinish multitude», 1793), подвергал резкой критике существующий строй, за что неоднократно подвергался осуждению, штрафам и репрессиям. В 1794 году был арестован без предъявления обвинений и в течение шести месяцев содержался в Ньюгетской тюрьме. Позже его обвинили в публикации брошюры, против властей. По обвинению в клевете на британские устои в 1801 году он был заключён в тюрьму ещё на 12 месяцев.
Томас Спенс одним из первых выступил за равенство женщин и мужчин. В своих работах требовал, чтобы собственность на землю была передана общинам. Права на пользование ею должны решаться через выставление на аукционе, за счёт чего можно получать доходы для сообщества. Оставшуюся после вычета расходов, сумму денег необходимо выплатить всем членам общины, причём каждый житель получает равную сумму, независимо от его пола, возраста, социального статуса или материального состояния. Считал возможным на этой основе создать новый социальный строй — свободную ассоциацию самоуправляющихся общин.
По характеристике К. Маркса, Т. Спенс был 

«…смертельным врагом частной собственности на землю»— Маркс К. и Энгельс Ф., Соч., 2 изд., т. 26, ч. 1, с. 388
В отличие от более высокой формы утопического социализма, разработанной впоследствии P. Оуэном, аграрный социализм Спенса не связывал отмену частной собственности на средства производства с возможностями технического прогресса, открываемыми промышленным переворотом. Идеал утопического общества («Спенсония»), нарисованный им, набросавшим даже проект конституции этого общества («Constitution of Spensonea, a country in Fairyland»), нашёл много приверженцев, которые после смерти Т. Спенса в 1816 году объединились в общество Спенсианских филантропов.
Учение Т. Спенса оказало влияние на P. Оуэна.

## Избранные труды
- The History of Crusonia on Robinson Crusoe’s Island (1782)
- The Real Rights of Man (1793)
- End of Oppression (1795)
- Rights of Infants (1796)
- Constitution of Spensonia (1801)
- The Important Trial of Thomas Spence (1807)